# Nyoria Husainpur
Nyoria Husainpur é uma cidade e uma nagar panchayat no distrito de Pilibhit, no estado indiano de Uttar Pradesh.

## Demografia
Segundo o censo de 2001, Nyoria Husainpur tinha uma população de 19,782 habitantes. Os indivíduos do sexo masculino constituem 52% da população e os do sexo feminino 48%. Nyoria Husainpur tem uma taxa de literacia de 29%, inferior à média nacional de 59.5%: a literacia no sexo masculino é de 37% e no sexo feminino é de 20%. Em Nyoria Husainpur, 16% da população está abaixo dos 6 anos de idade.